# Bojovići
Bojovići (cirill betűkkel Бојовићи) egy falu Montenegróban, az Andrijevicai községben.

## Népesség
- 1948-ban 192 lakosa volt.
- 1953-ban 195 lakosa volt.
- 1961-ben 144 lakosa volt.
- 1971-ben 157 lakosa volt.
- 1981-ben 155 lakosa volt.
- 1991-ben 131 lakosa volt
- 2003-ban 128 lakosa volt, akik közül 120 szerb (93,75%) és 8 montenegrói (6,25%)